# Hispanización
El vocablo hispanización o castellanización se refiere al proceso de transmisión para dar condición, cualidad a alguien o algo para que este adquiera la lengua, la cultura y las costumbres hispanas.

## Tipos
La hispanización abarca distintos puntos de vista tales como:
- lingüístico, cuando una palabra de un idioma extranjero se modifica para que se adapte al idioma español.[2] Se dice entonces que una palabra se hispaniza o castellaniza.
- demográfico, cuando una región se ve alterada o incluso modificada por la cultura hispana.
- imperialista, cuando el Imperio español extendió su territorio sometiendo a los pueblos nativos del Nuevo Mundo para que estos abandonaran sus tradiciones y culturas. Véase Colonización española de América .
- idiomático, cuando se fomenta la enseñanza del idioma español y se obstaculiza el aprendizaje de otro.
- sociopolítico, cuando se utiliza la cultura como bandera política, para que la sociedad tome una postura y con ello preferencias a cierto grupo político.
- social, cuando fomentando la cultura hispana, se desprestigia a otra cultura diciendo que es obsoleta y anticuada.

Se tiende a diferenciar de «españolización», debido a que generalmente se entiende como «español» lo referente a España.

## Lingüístico
Durante siglos, han sido hispanizadas o castellanizadas numerosas palabras de diversos orígenes, como consecuencia de la asimilación cultural dentro de los territorios de habla hispana como, por ejemplo, la palabra «alcalde», que proviene del árabe «alqáḍi» y «gallardo», que tiene su origen etimológico en el francés «gaillard».

## Sociopolítica en España
Siglo XV
Desde el siglo XIV la preponderancia del reino de Castilla en el centro de la península Ibérica llevó a una ampliación del uso de la lengua castellana, en los antiguos reinos de León y Aragón. En Cataluña y Navarra el castellano empieza a ser notorio en bastantes ámbitos a partir de los siglos XV y XVI.
siglo XVIII
En España, a principios del siglo XVIII se inicia, con Felipe V, una política de castellanización y consiguiente minorización (v. lengua minorizada) del resto de lenguas vernáculas, dentro del proceso de construcción de un Estado nación de matriz castellana, centralizado y unificado.[cita requerida] Esta política, mantenida hasta inicios del siglo XX y recuperada durante las dictaduras de Miguel Primo de Rivera y de Francisco Franco, tomó cuerpo en la creación de estructuras estatales centralizadas, en la movilización de mecanismos psicosociales favorables a la extensión del castellano, y en una serie de medidas legales de imposición y difusión de la lengua nacional.
No obstante, la extensión del castellano entre la población española no fue más allá de aquellos miembros de las clases aristocráticas y de la alta burguesía no castellanohablantes que prefirieron adoptar la lengua del poder, más prestigiosa socialmente, y sus ámbitos de empleo fueron la administración y la justicia, la producción cultural y la prensa. En el ámbito privado y en la relación interpersonal predominaban las lenguas vernáculas. La mayor parte de la población no castellanohablante, debido a una precarísima escolarización por falta de recursos económicos (que convertían la asistencia a la escuela en un lujo) y debido también a las graves deficiencias estructurales de la propia institución escolar española, tardaría mucho más en aprender el castellano por la principal vía posible: la escuela. En el primer censo nacional de 1860, el porcentaje de los que solo sabían leer era del 4,5 % y el de los que sabían leer y escribir –los que podrían considerarse alfabetizados según criterios más actuales– alcanzaba solo el 19,9 % de la población censada. 
A principios del siglo XX todavía se cuenta en un 60 % el porcentaje de analfabetos en España. No sería sino hasta la segunda etapa del franquismo, con una escuela exclusivamente en castellano y como consecuencia de las migraciones que favorecieron el contacto entre grupos lingüísticos castellanohablantes y no castellanohablantes, y de los cambios sociales, económicos y culturales de las décadas de 1960 y de 1970, cuando la alfabetización se extendería en toda España y el castellano se convertiría en lengua de conocimiento y uso de una población ya masivamente escolarizada (a finales de la década de 1970 se daría por escolarizada a toda la población de 6 a 12 años). En este sentido, resulta significativo el comentario que el lingüista Joan Corominas hacía del conocimiento del castellano en Cataluña antes de la alfabetización generalizada solo en castellano que impuso el franquismo: «Els més educats parlen el castellà amb un accent fort i inconfusible, i els altres és ben clar que solament se’n serveixen amb treballs i molt sovint en forma ben incorrecta; en resta encara un bon nombre, no menys d’un 20 %, sobretot dones, que no el saben parlar, i cosa d’un 5 % (en zones apartades) que a penes l’entenen» (Los más instruidos hablan el castellano con un acento fuerte e inconfundible, y los otros es bien evidente que solamente se valen de él con penas y trabajos y muy a menudo en forma muy incorrecta; queda todavía un buen número, no menos de un 20 %, sobre todo mujeres, que no lo saben hablar, y hay cosa de un 5 % (en zonas apartadas) que apenas lo entiende.)
Esta situación de precaria difusión del castellano como lengua nacional, unida al surgimiento de los nacionalismos periféricos y de movimientos de defensa de la lengua y la cultura propias a finales del siglo XIX, favoreció la conservación de las demás lenguas de España y refrenó el proceso de sustitución lingüística por el castellano.

## En Nueva España
Con la conquista, el castellano se enfrenta a las lenguas indígenas.[cita requerida] El conflicto entre la lengua del vencido y la del vencedor promovió la castellanización[cita requerida] porque, desde finales del siglo XV, la Corona española seguía ejerciendo la política lingüística anteriormente practicada por los Reyes Católicos.[cita requerida]
En la legislación de Indias, compilada en las Leyes de Burgos, promulgadas por Fernando "El Católico" en 1512, se manifiesta cuál fue la política oficial que se llevó a cabo con respecto a la evangelización y, con ello, a la problemática del idioma.[cita requerida]
La Corona consideró tanto la evangelización como la castellanización las herramientas más importantes y sobre todo más eficientes para llevar a cabo la dominación total de sus nuevas tierras, en este caso la de la Nueva España, ya que se pensó que con ellas se desarrollaría, de manera uniforme, un “cambio de los hábitos sociales, religiosos y lingüísticos”.

## Sociopolítica en Hispanoamérica
Desde la conquista española de América, las lenguas indígenas fueron objeto de un proceso de marginación y relegación a los ámbitos domésticos y comunitarios de la vida social. Desde su llegada a América, algunos misioneros se dieron a la tarea de registrar las lenguas de los indios, estudiarlas y aprenderlas, con el propósito de ayudar a una evangelización más eficiente. Con este último propósito, los misioneros de Indias propugnaron por la enseñanza de los indígenas en su propia lengua. De acuerdo con esa visión, Felipe II había decretado en 1570 que el náhuatl debía convertirse en la lengua de los indios de Nueva España, con la finalidad de hacer más operativa la comunicación entre los nativos y la colonia peninsular. Sin embargo, en 1696, Carlos II estableció que el español sería el único idioma que podía y debía ser empleado en los asuntos oficiales y el gobierno del virreinato (Cifuentes, 1998). A partir del siglo XVII, los pronunciamientos a favor de la castellanización de los indios fueron cada vez más numerosos. Con ello, los colonizadores renunciaron a su vocación bilingüe, vocación que llevó en un primer momento a los misioneros y a los encomenderos a aprender las lenguas de los nativos. Esa necesidad de bilingüismo se trasladó entonces a los actores que articulaban las relaciones entre los niveles más altos del gobierno y los pueblos indígenas, es decir, la élite nativa encarnada en los caciques regionales.
A lo largo del período colonial, el español y las lenguas indígenas entraron en una relación de intercambio que llevó, por un lado, al español de cada región a conservar palabras de origen indígena en el habla cotidiana, y a las lenguas indígenas a incorporar no solo palabras españolas, sino de otros idiomas indios y especialmente del taíno (arawak caribeño).
Después de la independencia de la América hispana, la ideología liberal dominante llevó a los encargados de la educación pública a seguir implementando políticas educativas cuyo propósito era la castellanización de los indígenas. Según sus defensores, con la castellanización los indios quedarían plenamente integrados a las naciones criollas, en igualdad con el resto de los ciudadanos.
Una encuesta de población de 1820 estimó la proporción de hablantes de lenguas nativas en un 60%; para el censo de 1895, esto habría caído a un 16.08%. Compárese esto con el informe de Antonio García Cubas, cuyo informe de 1889 dice que el 38% de la población total perteneció a algún pueblo indígena, sin mencionar en realidad la proporción de hablantes.
Al final del siglo XX, la proporción se redujo a menos del 10% de la población mexicana.
La castellanización tenía como propósito eliminar las diferencias étnicas de los indígenas con respecto al resto de la población, para, en última instancia, integrarlos en "igualdad" de condiciones a la nación. En México, uno de los principales criterios históricos para la definición de lo indígena ha sido la lengua (el criterio "racial" solo desapareció en el discurso oficial en la tercera década del siglo XX). Por ello, las estrategias para inducir el abandono de las lenguas indígenas estaban dirigidas principalmente a la prohibición legal de su empleo en la educación, la prohibición fáctica del ejercicio de la docencia para los indígenas (cuando un indígena llegaba a ser profesor, el gobierno se encargaba de reubicarlo en una comunidad donde no se hablara su lengua madre) y otras similares.[cita requerida]
Contra lo que pensaban los defensores de la castellanización de los indígenas, su incorporación al mundo de habla española no significó una mejoría en las condiciones materiales de existencia de los grupos étnicos. La política de castellanización se tropezaba también con las carencias de los sistemas educativos. Suponía que los educandos manejaban de antemano la lengua española, aunque en muchas ocasiones no ocurría de esta forma. Muchos indígenas que tuvieron acceso a la educación pública eran monolingües en idioma indígena, y al prohibírseles el uso de la única lengua que manejaban eran incapaces de comunicarse en el medio escolar. Por otra parte, los docentes muchas veces eran indígenas cuyo dominio del español también era precario, lo que contribuyó a la reproducción de las deficiencias competitivas entre los niños. En vista de lo anterior, en la década de 1970 se incorporó la enseñanza en lengua indígena en las zonas de refugio, pero solo como un instrumento transitorio que debería contribuir a un aprendizaje más efectivo del español.
No fue sino hasta antes de la década de 1980 cuando algunos gobiernos latinoamericanos empezaron a cambiar sus objetivos de castellanización e implementar un sistema de educación intercultural bilingüe.

## Demográfica en Estados Unidos
Según el censo de Estados Unidos de 2000,  aproximadamente el 75% de todos los hispanos hablaban español en casa. Las tasas de retención de hispanos son tan altas en partes de Texas, Nuevo México y a lo largo de la frontera porque el porcentaje de hispanos que viven allí también es muy alto. Laredo, Texas; Chimayo, Nuevo México; Nogales, Arizona; y más tarde en el siglo XX Coachella, California, por ejemplo, todos tienen poblaciones hispanas superiores al 90 por ciento. Además, estos lugares han tenido una población de mayoría hispana desde la época de la conquista y colonización española de la zona en los siglos XV y XVI.
Algunas ciudades que antes eran de mayoría angloparlante se han convertido desde entonces en mayoría hispana, como Miami (mayoría hispana en los 70) y San Antonio (mayoría hispana en los 80).